# (11551) 1993 BR3
(11551) 1993 BR3 es un asteroide que forma parte del cinturón de asteroides y fue descubierto por Takeshi Urata el 21 de enero de 1993 desde el  Observatorio de Nihondaira.

## Designación y nombre
Designado provisionalmente como 1993 BR3.

## Características orbitales
1993 BR3 está situado a una distancia media del Sol de 2,615 ua, pudiendo alejarse hasta 2,886 ua y acercarse hasta 2,343 ua. Su excentricidad es 0,104 y la inclinación orbital 13,153 grados. Emplea 1544,35 días en completar una órbita alrededor del Sol.

## Características físicas
La magnitud absoluta de 1993 BR3 es 13,83. Tiene 4,680 km de diámetro y su albedo se estima en 0,321.